# もも1号b
もも1号b（MOS-1b：Marine Observation Satellite-1b） は、宇宙開発事業団 (NASDA) が打ち上げた海洋観測衛星である。もも1号の姉妹機である。開発・製造は日本電気が担当した。

## 打ち上げ
平成2年（1990年）2月7日にH-Iロケット6号機で種子島宇宙センターから打ち上げられた。

## 目的
海洋資源の確保や有効利用、農林業や環境状況のモニタを目的としていた。

## 軌道
高度約909kmの太陽同期準回帰軌道（回帰周期17日） 傾斜角約99度 周期約103分